# یوشیهیرو ناتسوکا
یوشیهیرو ناتسوکا (به انگلیسی: Yoshihiro Natsuka) بازیکن فوتبال اهل ژاپن و عضو تیم ملی فوتبال ژاپن است که در تاریخ ۲۲ مه ۱۹۹۴ میلادی اولین بازی ملی‌اش را انجام داد. او در ۱۱ بازی ملی حضور داشت و آخرین بازی ملی خود را در تاریخ ۸ ژانویه ۱۹۹۵ میلادی انجام داد. یوشیهیرو ناتسوکا در بازی‌های ملی‌اش
۱ گل به ثمر رساند.